# Augsburg-Innenstadt
Innenstadt ist der I. von XVII. Planungsräumen von Augsburg. Mit rund 48.500 (Stand Ende 2021) Einwohnern ist die Augsburger Innenstadt der bevölkerungsreichste Stadtteil Augsburgs.

## Lage
Die Augsburger Innenstadt wird im Osten von Planungsraum Lechhausen, im Süden von Spickel-Herrenbach, dem Hochfeld, sowie dem Antonsviertel, im Westen von Pfersee und im Norden von Oberhausen umschlossen.

## Planungsraum „Innenstadt“
Dieser umfasst die folgenden neun Stadtbezirke:
- Lechviertel, östliches Ulrichsviertel
- Innenstadt, St. Ulrich–Dom
- Bahnhofs- und Bismarckviertel
- Georgs- und Kreuzviertel
- Stadtjägerviertel
- Bleich und Pfärrle
- Jakobervorstadt-Nord
- Jakobervorstadt-Süd
- Am Schäfflerbach

## Stadtbezirk „Innenstadt, St. Ulrich–Dom“

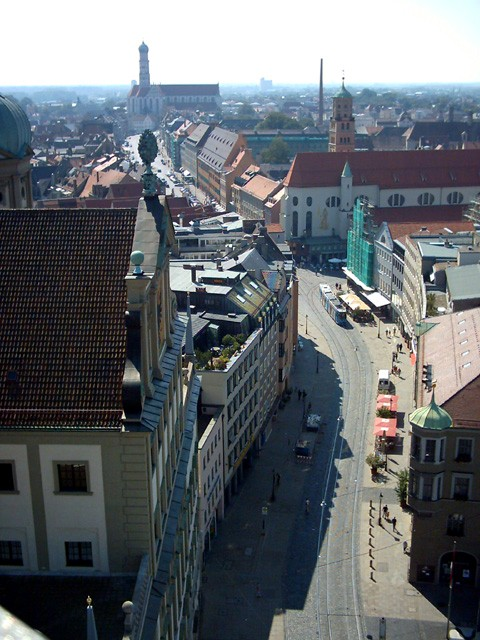
Augsburg: Blick Richtung Maximilianstraße bis zur Basilika St. Ulrich und Afra

Die Grenzen bilden zwei Nord-Süd-Achsen:

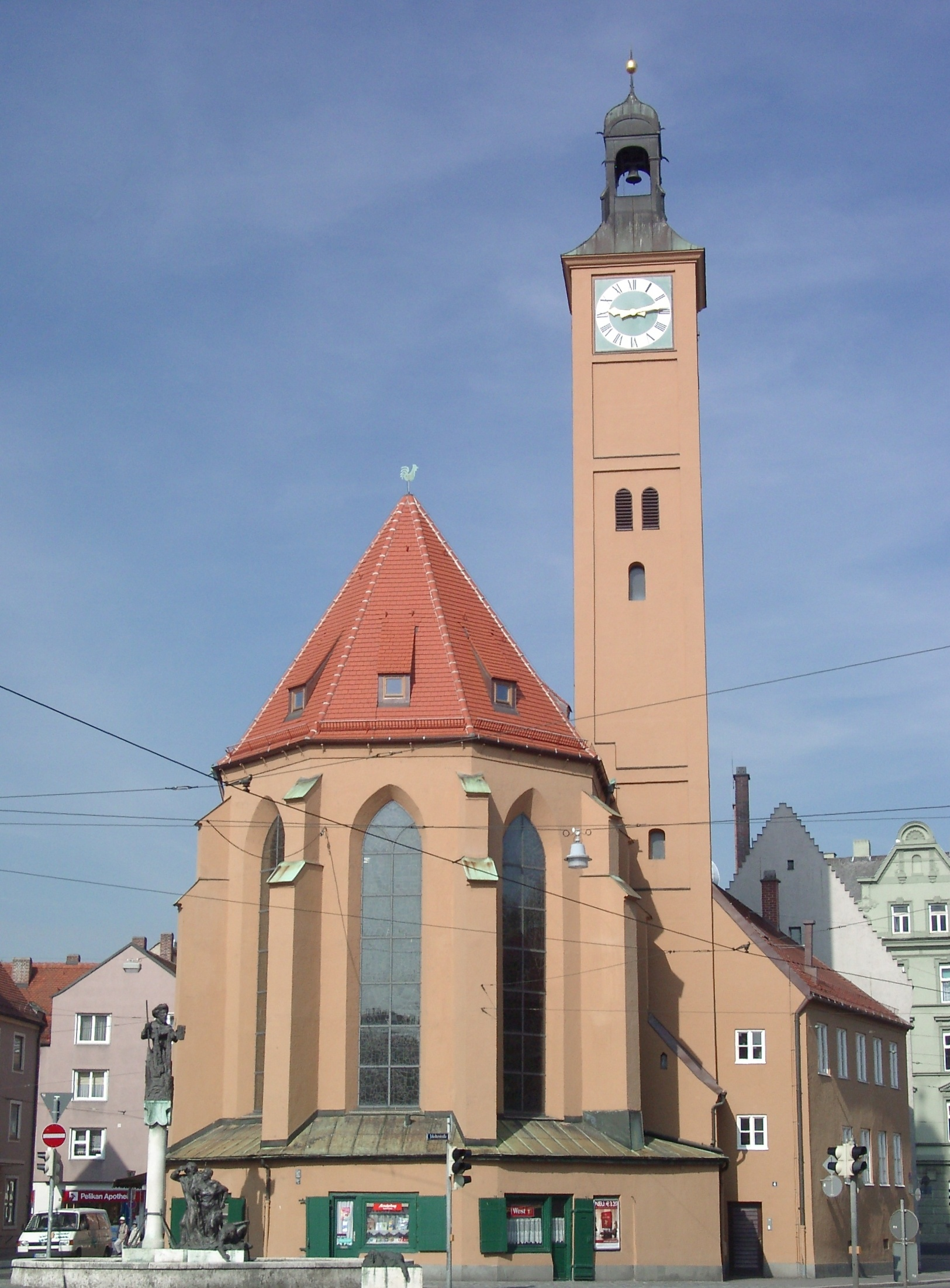
Ev. Kirche St. Jakob, Mittelpunkt der Jakobervorstadt

- vom Dom über Rathausplatz und Maximilianstraße bis zu St. Ulrich und Afra
- vom Stadttheater über die Fuggerstraße, den Königsplatz, die Konrad-Adenauer-Allee bis zum Theodor-Heuss-Platz

Im Norden schließt das Georgs- und Kreuzviertel an, im Süden das Bahnhofs-, Bismarckviertel.

## Augsburger Altstadt
Die Altstadt befindet sich auf einem Teil des Gebietes dieser vier Bezirke:
- Lechviertel, östl. Ulrichsviertel
- Innenstadt, St. Ulrich – Dom
- Jakobervorstadt – Nord
- Jakobervorstadt – Süd